# Förenade planeters federation
Förenade planeters federation (engelska: United Federation of Planets), ibland kallad Federationen och förkortad UFP: är en fiktiv interplanetarisk statsbildning i TV-serierna och filmerna om Star Trek. I seriernas avsnitt och i filmerna beskrivs Federationen som en interstellär federal stat med fler än 150 medlemsplaneter samt tusentals kolonier utspridda över 8000 ljusår av Vintergatan. Federationen är utformad som en liberal demokrati och konstitutionell republik. Den har även sin egen militära och utforskande gren som kallas Stjärnflottan. UFP har funnits som del av Star Trek sedan första säsongen av den första serien, The Original Series.

## Fiktiv historia
Förenade planeters federation bildades 2161.

### Fotnoter
1. ↑  ”Förenade planeters federation”. Star Trek-databas. http://www.startrekdb.se/teman/teman.php?tema=75. Läst 9 september 2015.